# Olea neriifolia
Espèce
Classification phylogénétique
Olea neriifolia H. L. Li (en langue chinoise translittérée : xia ye mu xi lan) est une espèce de plantes à fleurs de la famille des Oleaceae et du genre Olea. C'est un arbuste qui pousse en Chine et au Vietnam.

## Description

### Appareil végétatif
Ce sont des buissons de 1,2 à 5 m, polygamodioïque. Les petites branches sont allongées et cylindriques (terete). Les pétioles ont 3 à 8 mm, glabres. Le limbe est très étroitement lancéolé à étroitement elliptiques, coriaces,  de 5 à 11,5 par 0,7 à 1,3 cm, glabres ; la base est atténuée, la marge est entière, l'apex est acuminé, rarement obtuses. Les nervures primaires sont sombres.

### Appareil reproducteur

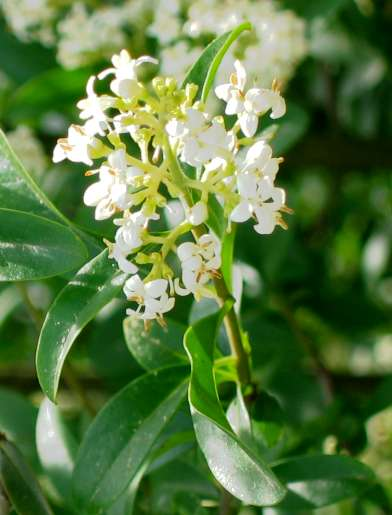
Inflorescence d'Oleacée en panicule.

Les panicules sont axillaires, de 2 à 6 cm. Les fleurs staminées ont un pédicelle mince de 0,5 à 1,5 mm. Le calice mesure 0,5 mm. La corolle est blanche de 1,2 à 1,4 mm, à lobes largement ovales de 0,4 mm, aigus. Les fleurs bisexuées ont un pédicelle de 1,5 à 2 mm, le calice est de 0,7 mm, la corolle blanche devenant rose de 1,7 à 2 mm avec des lobes largement ovales, de 0,4 à 0,5 mm, aigus.
Les fruits sont des drupes devenant brun-jaune en mûrissant, ellipsoïdes, de 7 à 8 par 3 à 5 mm, nervurées. La floraison survient de mars à septembre, la fructification de septembre à octobre.

### Répartition géographique et habitat
L'espèce est trouvée en Chine dans les bois près des cours d'eau et les collines basses du Hainan.
On trouve l'espèce aussi au Vietnam.

## Utilisations
C'est un arbuste décoratif. Cette espèce intéresse les créateurs de bonsaïs.

## Sources
Pour des articles plus généraux, voir Oleaceae et Olea.